# Lee Loevinger
(Lee Loevinger, The distinctive functions of science and Law, 1999)
Lee Loevinger (24 aprile 1913 – Washington, 26 aprile 2004) è stato un magistrato e avvocato statunitense.
Si devono a Loevinger le prime riflessioni, già nel 1949, sul rapporto tra diritto e tecnologie informatiche, con una nuova scienza, che aveva battezzato «jurimetrics» (giurimetria) per definire l'utilizzazione dei metodi delle scienze esatte e in particolare dell'informatica nel campo del diritto.
Loevinger auspicava l'uso metodico dell'informatica per aiutare e verificare le scelte legali, partendo dalla applicazione delle leggi antitrust, anche per elaborare in modo efficiente l'enorme massa di dati economici che le agenzie dovevano analizzare per accertare così facilmente Se determinate imprese fossero in posizione dominante nel mercato.

## Biografia
Fu commissario della Federal Communications Commission (FCC) dal 1963 al 1968, durante la presidenza di John F. Kennedy. In tale sede fu il primo ad intuire quella che in futuro sarebbe stata l'idea del "servizio universale" per gli operatori telefonici privati, proponendo l'introduzione negli Stati Uniti di un numero unico per le emergenze, il "911".
Dal 1961 al 1963 fu "Assistant Attorney General" presso la divisione antitrust del Dipartimento di Giustizia del Minnesota.
Nel 1960 e 1961 divenne "Associate Justice" della corte suprema del Minnesota.
È stato autore di oltre 150 libri e articoli in materia di legge, economia, antitrust, regolamentazione delle comunicazioni e del giornalismo e rapporti tra diritto e scienza.